# 미카미 코마타
미카미 코마타(일본어: 三上 미카미 고마타[*], 小又}}, 11월 11일 ~)는 일본의 만화가, 일러스트레이터이다.
대표작인 《유유시키》가 TV 애니메이션화되어 2013년 4월부터 6월까지 방송되었다.

## 작품

### 연재 만화
- 유유시키

### 앤솔러지
- 케이온! 앤솔러지 코믹 모두 응☆땅
- 케이온! 앤솔러지 코믹 1

### 일러스트
- 히다마리 스케치×☆☆☆ (제8화 제공 백)
- 주문은 토끼입니까? (제5화 엔드 카드)